# Finvicker
Finvicker (Vicia parviflora) är en ärtväxtart som beskrevs av Antonio José Cavanilles. Enligt Catalogue of Life ingår Finvicker i släktet vickrar och familjen ärtväxter, men enligt Dyntaxa är tillhörigheten istället släktet vickrar och familjen ärtväxter. Arten förekommer tillfälligt i Sverige, men reproducerar sig inte. Inga underarter finns listade i Catalogue of Life.